# Рентгенівські пульсари
Рентге́нівські пульса́ри — космічні джерела змінного  рентгенівського випромінювання, що надходить на Землю у вигляді періодично повторюваних імпульсів.
Станом на 2000-й рік було відомо понад двадцять рентгенівських пульсарів. Їх періоди лежать у межах від 0,07 до 835 сек. Середня тривалість імпульсів становить половину періоду. Періоди зменшуються з часом, хоча водночас спостерігаються й хаотичні зміни.

## Історія відкриття
Відкриття рентгенівських пульсарів, як окремого феномену, сталося 1971 року за даними, отриманими першою рентгенівською орбітальною обсерваторією UHURU. Перший відкритий рентгенівський пульсар Центавр X-3 демонстрував не тільки регулярні пульсації яскравості з періодом близько 4,8 секунд, а й регулярну зміну цього періоду. Подальші дослідження довели, що спостережувана зміна періоду пульсацій у цій системі зумовлена ефектом Доплера — джерело пульсацій рухається орбітою в подвійній системі й періодично то наближається до земного спостерігача, то віддаляється від нього.
Формально, випромінювання намагніченої нейтронної зорі (тобто пульсара) було вперше виявлено 1963 року, ще до відкриття власне нейтронних зір 1967 року А. Хьюішем і Дж. Беллом. Однак, дуже малий період обертання нейтронної зорі (близько 33 мілісекунд) не дозволяв виявити пульсації рентгенівського випромінювання на такій частоті до 1969 року[джерело?].

## Фізична природа рентгенівських пульсарів
Рентгенівські пульсари являють собою подвійні системи, одним з компонентів яких є нейтронна зоря, а другим — зоря, що заповнює свою порожнину Роша або зоря-гігант із потужним зоряним вітром, у результаті відбувається перетікання речовини зі звичайної зорі на нейтронну.
Нейтронні зорі мають малий розмір (20-30 км у діаметрі) і надзвичайно високу густину, що близька до густини атомного ядра. Вважається, що нейтронні зорі утворюються в результаті спалахів наднових. Відбувається стрімкий колапс ядра зорі, яке перетворюється на нейтронну, а падіння зовнішньої оболонки на утворене ядро призводить до вибуху наднової. Під час стискання ядра внаслідок закону збереження моменту імпульсу, а також збереження магнітного потоку відбувається різке збільшення швидкості обертання й напруженості магнітного поля зорі. Велика швидкість обертання нейтронної зорі й потужні магнітні поля (1012—1013 Гс) є основними умовами виникнення феномену рентгенівського пульсара.
У міру старіння нейтронної зорі її магнітне поле слабшає, і рентгенівський пульсар може стати барстером.
Речовина утворює навколо нейтронної зорі акреційний диск. Однак, неподалік нейтронної зорі диск руйнується: іонізована речовина не може рухатися поперек силових ліній магнітного поля, натомість вона рухається вздовж ліній поля й випадає на поверхню нейтронної зірки на невеликих ділянках (~1 км) поблизу магнітних полюсів. Утворюється так звана акреційна колона, розміри якої значно менші розмірів самої зорі. Речовина, що випадає на поверхню нейтронної зорі, сильно розігрівається (T>108 K) й починає випромінювати в рентгені. Пульсації випромінювання пов'язані з тим, що внаслідок обертання акреційна колона час від часу потрапляє в поле зору спостерігача.
Речовина, що випадає на поверхню нейтронної зорі, поступово змінює її кутовий момент.

## Споріднені явища
Спорідненими до рентгенівських пульсарів є поляри й проміжні поляри. Різниця між рентгенівськими пульсарами й полярами полягає в тому, що пульсар — це нейтронна зоря, а поляр — білий карлик. У білих карликів слабші магнітні поля й менша швидкість обертання. 